# 脱乙酰氧基文多灵
脱乙酰氧基文多灵是一种有机化合物，分子式C23H30N2O4，属于吲哚生物碱，存在于長春花（Catharanthus roseus）等植物中，由3-羟基-16-甲氧基-2,3-二氢水甘草碱生成，再羟基化为脱乙酰基文多灵。